# Contorniato

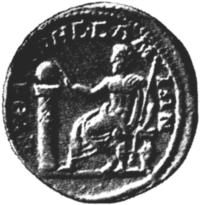
Un contorniato raffigurante probabilmente Pitagora

Contorniato è un termine che, usato dal secolo XVII in numismatica e nella storia dell'arte, indica oggetti di bronzo a forma di moneta, fabbricati in Italia fra il IV e il V secolo diversi dai cosiddetti grandi bronzi, perché di diametro superiore ma più sottili e di minor peso. Il nome deriva dal contorno, o solco, presente sulle due facce dove vengono rappresentate immagini, simboli vari o monogrammi.
Di solito sul diritto vengono raffigurati personaggi illustri come gli imperatori oppure immagini dei giochi del circo mentre sul rovescio sono rappresentate le più diverse raffigurazioni della vita romana. Le figure sono accompagnate quasi sempre da un'iscrizione esplicativa di solito in latino ma anche in greco. Le stesse immagini che compaiono sul diritto di alcuni contorniati spesso si ripresentano sul rovescio di altri senza una regola precisa di connessione tra le due facce.
I contorniati non erano usate come monete e molto probabilmente, secondo un'opinione diffusa tra gli studiosi, si trattava di tessere e di pedine di giochi. Questi pezzi monetiformi tuttavia sembra, che nel periodo tra il regno di Flavio Onorio e quello di Anastasio I Dicoro, scarseggiando la moneta, furono usati come spiccioli.
Per Santo Mazzarino i contorniati dovevano essere «quasi commentario monetale delle grandi ferie e ludi romani, e della cultura tradizionale» cioè quella  pecunia spectaculis citata in un editto del Basso Impero, che ne stabiliva la distribuzione ai cittadini romani come tessere d'ingresso per assistere agli spettacoli urbani. In questo modo si operava una condivisione della tradizione antica della popolazione ancora 'pagana' con quella appena convertita alla nuova religione cristiana.
Secondo un'interpretazione di Andreas Alföldi i contorniati erano invece il «mezzo della propaganda senatoria contro l'impero cristiano», una specie di amuleti 'pagani' distribuiti dai senatori durante le feste dei Saturnalia per rinvigorire i valori della religione tradizionale.
Questa tesi è ripresa da Riccardo Di Giuseppe per il quale i contorniati erano «segni di memoria» di un passato tradizionale romano pagano che si difendeva dall'avanzare dei nuovi valori cristiani.